# Вилков, Дмитрий Романович
Дмитрий Романович Вилков (1914 — ?) — бригадир слесарей завода ГАЗ, лауреат Сталинской премии 1951 года.
Родился в селе Сормово, ныне Сормовский район Нижнего Новгорода.
С 1940 года работал на Горьковском автомобильном заводе слесарем, бригадиром слесарей цеха крупных штампов, инструментальщиком по изготовлению холодных штампов.
Жил, умер и похоронен в городе Горький (Нижний Новгород).

## Биография
- Сталинская премия второй степени (1951) — за разработку конструкции и освоение производства легкового автомобиля «ЗИМ»